# یوره‌مامین
یوره‌مامین (به انگلیسی: Yuremamine) با فرمول شیمیایی C۲۷H۲۸N۲O۶ یک ترکیب شیمیایی است. که جرم مولی آن ۴۷۶٫۵۲ می‌باشد.